# Магнетска сила
Познато је да у природи постоје тела која имају особину да привлаче комадиће гвожђа. Та тела се називају стални магнети. Они се израђују у облику шипке, потковице или игле, али и у многим другим облицима.
Ако се о конац обеси гвоздени предмет, па му се приближи магнет, он ће привући тај предмет. Али, привлачење настаје и ако се магнет обеси, па му се приближи предмет. Овај пут се креће магнет. На основу тога, закључујемо да се магнет и гвожђе узајамно привлаче.
Ако се магнетна игла обеси о конац или ако се постави на вертикални шиљак, онда се запажа да се она увек поставља дуж правца север−југ. Када се магнетна игла изведе из мировања, она ће се опет вратити у правац север−југ. Због тога се онај крај магнетне игле, који се увек окреће ка северу, назива се северни пол, а онај који се окреће ка југу − јужни пол. Можемо онда увести и полове самог магнета. Северни пол магнета се обележава словом  (енг. North), а јужни магнетни пол словом  (енг. South).
Узајамно деловање магнета може се показати једноставним огледима. На колица се причврсти један магнет, а други магнет му се приближи. Колица ће се покренути према магнету. Кад се један од њих обрне, колица ће се кретати у супротном смеру. Сила која је проузроковала ово кретање, назива се магнетном силом.
Магнетска сила је мера за међуделовање магнета, а може може бити привлачна и одбојна. Истоимени полови два магнета међусобно се одбијају, док се разноимени привлаче.